# Batalla de Manolada
La batalla de Manolada es va lliurar el 5 de juliol del 1316 a Manolada, en les planes d'Elis al Peloponès entre les tropes de Lluís de Borgonya i les de l'infant Ferran de Mallorca, que reclamaven els drets de les seves esposes al Principat d'Acaia. La derrota i mort de Ferran de Mallorca establia la primacia dels Anjou a Acaia i va afeblir la posició de la Gran Companyia Catalana que ocupava el ducat d'Atenes.

## Antecedents
Segons els termes del Tractat de Viterbo, els angevins del Regne de Nàpols havien heretat el Principat d'Acaia a la mort de Guillem II de Villehardouin el 1278, a través de la filla gran de Guillem, Isabel. El 1307, Carles II d'Anjou, va privar els prínceps feudataris, Isabel i el seu marit Felip I del Piemont, per la seva mala administració. El 1312, després de la mort d'Isabel, la seva germana menor, Margarida, va reclamar el principat basant-se en els termes de les darreres voluntats del seu pare, cosa que entrava en conflicte amb el Tractat de Viterbo.
Carles II d'Anjou, com a part d'un complex pacte conjugal que transferia els drets, va arreglar el matrimoni de la filla major d'Isabel, Matilda d'Hainaut, amb Lluís de Borgonya el 1313, i va investir la parella amb el títol de prínceps d'Acaia. Margarida de Villehardouin, per la seva part, va organitzar el matrimoni de la seva filla, Isabel de Sabran, amb l'infant Ferran de Mallorca, un membre de la Casa de Mallorca i oponent dels Anjou.
Ferran de Mallorca arribà al Principat d'Acaia a finals de juny del 1315 des de Messina, desembarcant amb cinc-cents cavallers i molts més infants a prop de Clarença, on la guarnició fou derrotada. Matilda d'Hainaut i Lluís de Borgonya es traslladaren ràpidament a Grècia per prendre possessió del principat, que ja estava ocupat pel seu rival. Matilda va desembarcar a Navarino amb un miler de soldats borgonyons i en va aconseguir el suport de Navarino, Cefalonia i Calandritsa. Aquestes desercions van provocar que l'infant prengués el castell de Calandritsa i assetgés infructuosament Patres.
A la batalla de Picotin del 22 de febrer del 1316, l'infant derrotà les tropes de Matilda d'Hainaut i poc més tard desembarcava Lluís de Borgonya amb la resta de les tropes. Lluís contraatacà intentant infructuosament capturar el castell de Calandritsa que estava sota el control de l'infant. Davant del fracàs del setge, Lluís de Borgonya es retirà a Patres, on rebé els reforços del governador de Mistra.

## Batalla
Lluís de Borgonya, coneixedor de la pròxima arribada dels reforços enviats per la Companyia Catalana d'Orient des del Ducat d'Atenes i d'altres enviats des del Regne de Mallorca, es decidí a presentar batalla.
En el primer atac, les tropes mallorquines van trencar la línia borgonyonesa, dirigida per Joan I Orsini, comte de Cefalònia, però la segona línia, sota el comandament directe de Lluís de Borgonya, va resistir la càrrega. Ferran de Mallorca va ser derrocat del seu cavall i va morir decapitat. Com a resultat, la moral de les seves tropes es va ensorrar, i molts van fugir cap a Clarença.

## Conseqüències
Joan II de Nivelet, senyor de Geraki, que s'havia passat al costat de Ferran de Mallorca, va ser executat com a traïdor per Lluís de Borgonya, i l'endemà el cap de Ferran es mostrà davant les portes de Clarença, que encara estava contra Lluís.
Els reforços enviats per la Companyia Catalana d'Orient, que havien arribat a Vostitsa en el moment de la batalla, van retornar a Atenes amb la notícia de la mort de Ferran, mentre que les tropes mallorquines van arribar per mar a Clarença deu dies després i van proposar defensar la ciutat, en nom de Jaume de Mallorca, fill de Ferran. Però la gent de Clarença, amb l'ajut dels suborns, van lliurar la ciutat a Lluís de Borgonya. Extinta la dinastia dels Àngel a Tessàlia, els catalans van conquerir el 1319 Sidirókastron i el sud de Tessàlia, amb les quals es va formar el ducat de Neopàtria.
Lluís de Borgonya va morir quatre setmanes després de la batalla, i va deixar vídua per segona vegada Matilda d'Hainaut als 22 anys governant un principat en declivi. Matilda fou tancada en el castell d'Aversa per Felip I de Tàrent per no voler-se casar amb Joan I de Gravina, germà del rei.